# Quistinic
Quistinic (bret. Kistinid) – miejscowość i gmina we Francji, w regionie Bretania, w departamencie Morbihan.
Według danych na rok 1990 gminę zamieszkiwały 1412 osoby, a gęstość zaludnienia wynosiła 33 osoby/km² (wśród 1269 gmin Bretanii Quistinic plasuje się na 444. miejscu pod względem liczby ludności, natomiast pod względem powierzchni na miejscu 113.).